# Wladimer Gabedawa
Wladimer Gabedawa (gruz. ვლადიმერ გაბედავა, ur. 30 lipca 1975 w Zugdidi) – gruziński piłkarz występujący na pozycji napastnika.

## Kariera klubowa
Grał w gruzińskich zespołach Odiszi Zugdidi, Milani Cnori, Mercchali Ozurgeti oraz Kolcheti-1913 Poti, a także w Dyskobolii Grodzisk Wielkopolski. W polskiej I lidze rozegrał w barwach Dyskobolii 9 meczów i zdobył 1 bramkę.